# ソラノスフィア
『ソラノスフィア』は2009年4月29日にリリースされた新居昭乃の5枚目のオリジナルアルバム。

## 解説
- 前作「sora no uta」から約3年半ぶり、オリジナルアルバムとしては前作「エデン」から約4年半ぶりとなる。
- 今作は全曲書下ろしの新曲となっているが、コンサートで先行して披露された楽曲もある。
- シングルとしてリリースされた「キミヘ ムカウ ヒカリ」や「金の波 千の波」は未収録である。

『ソラノスフィア』新居昭乃本人メッセージ＆全曲解説掲載

## 収録曲
1. Haleakala
  - 作詞：新居昭乃、作曲：新居昭乃・保刈久明、編曲：保刈久明
2. Monday,Tuesday
  - 作詞：新居昭乃、作曲：新居昭乃・保刈久明、編曲：保刈久明
3. 鏡の国
  - 作詞：新居昭乃、作曲：新居昭乃・保刈久明、編曲：保刈久明
4. ターミナル
  - 作詞・作曲：新居昭乃、編曲：保刈久明
5. 印象
  - 作詞：新居昭乃、作曲：新居昭乃・保刈久明、編曲：保刈久明
6. mizu
  - 作詞：Adeyto、作曲：新居昭乃・保刈久明、編曲：保刈久明
7. ノルブリンカ
  - 作詞：新居昭乃、作曲：新居昭乃・細海魚、編曲：細海魚
8. Orient Line
  - 作詞：新居昭乃、作曲：新居昭乃・保刈久明、編曲：保刈久明
9. Lhasa
  - 作詞・作曲：新居昭乃、編曲：保刈久明
10. At Eden
  - 作詞・作曲・編曲：新居昭乃
11. The Tree of Life
  - 作詞：新居昭乃、作曲：新居昭乃・保刈久明、編曲：保刈久明
12. Wings of Blue
  - 作詞・作曲：新居昭乃、編曲：保刈久明
13. 太陽の塔
  - 作詞：新居昭乃、作曲・編曲：保刈久明